# 楊樹朋
楊樹朋（1983年—2016年7月11日），山東萊蕪人，中國駐南蘇丹維和部隊四級軍士長。2016年7月10日，於一場交火中遇襲，並在2016年7月11日搶救不治。

## 影視
楊樹朋曾於2015年時登上《真正男子漢》第一季第三期節目楊根思連中。